# Quatica euphratica
Quatica euphratica is een haft uit de familie Ephemerellidae. De wetenschappelijke naam van de soort is voor het eerst geldig gepubliceerd in 1987 door Kazanci.
De soort komt voor in het Palearctisch gebied.